# Ljubica (1978.)
Ljubica, hrvatski dugometražni film iz 1978. godine.
Deveti igrani film po mnogima najvećeg hrvatskog redatelja Kreše Golika (Tko pjeva zlo ne misli, Gruntovčani), iznimno uspjela melodrama Ljubica (1978.), bavi se u domaćoj kinematografiji tek rijetko obrađivanom temom - ljubavnim i egzistencijalnim jadima jedne žene. 
Nemale zasluge za kvalitetu Golikova filma ima izvrsna Božidarka Frajt (Živa istina, Ritam zločina), a u ulozi njezina partnera pojavljuje se jedan od najznačajnijih hrvatskih pop bubnjara, Ivan Piko Stančić.
Privlačna žena srednjih godina Ljubica radi kao pedagog u zagrebačkom centru za gluhu djecu. Ljubičin muž na privremenom je radu u inozemstvu, s kojeg se javlja sve rjeđe. Njihovo dijete živi s bakom i djedom na selu. Ljubičina dosadna svakodnevica mjenja se kad upozna privlačnog studenta.